# クリープハイプ 尾崎世界観 声にしがみついて
『クリープハイプ 尾崎世界観 声にしがみついて』は2021年10月からJFN系列（JFNC制作）全国17局ネット（2025年5月現在）で放送されているラジオ番組である。

## 概要
クリープハイプの尾崎世界観がパーソナリティを務める番組。
番組ハッシュタグは、「#尾崎の声帯」。
この番組ではパーソナリティを「尾崎世界観、またの名を代弁くん」としている。また、番組公式ツイッターの名前は「代弁くん」であり番組スタッフの「活躍くん」が更新している。
リスナーの名称は「聴くモン」。
メールが採用された中から特に印象に残った「聴くモン」には、尾崎世界観の声帯の写真を使ったステッカー「尾崎の声帯」が送られる。特に番組コーナー「おふくろって呼ばせてくれないか」においておふくろの評価を獲得した場合は、確実に「尾崎の声帯」が送られる対象となる。
「尾崎の声帯」が10枚貯まると尾崎世界観の声が入った目覚まし時計が送られる。

## 番組コーナー
おふくろって呼ばせてくれないか
- 祐介（尾崎世界観の本名）の母になったつもりで、おふくろが言いそうな一言を送るコーナー。1,ママ、2,お母さん、3,母ちゃん、4,マザー、5,おふくろの5段階でジャッジされる。

瀬戸内尺調
- 尺調整をする必要はないが、尺調整をするコーナー。尾崎が海辺の音やカエルの鳴き声など、様々な音に合わせてリアクションをする。放送時間が30分の局のみエンディングで放送される。

ガゼル川マン児
- 眠る前に幸せを感じるあれやこれを送るコーナー。メールを読んだ後、ラジオネームを〇川〇児にアレンジする。

なーにいってんだか
- 尾崎世界観に「なーにいってんだか」と言わせるコーナー。

## ネット局
2025年5月現在。放送時間の早い順から記載。
全局『radiko』（プレミアム含む）で聴取可能

### 現在
| 放送対象地域 | 放送局名                         | 放送期間               | 放送時間               | 備考              |
| ------------ | -------------------------------- | ---------------------- | ---------------------- | ----------------- |
| 青森県       | エフエム青森（AFB）              |                        | 毎週金曜 19:00 - 19:30 | 放送基準日        |
| 岡山県       | 岡山エフエム放送（FM OKAYAMA）   | 2021年10月2日 -        | 毎週金曜 19:30 - 19:55 | 放送基準日        |
| 福井県       | 福井エフエム放送（FM FUKUI）     | 2021年10月1日 -        | 毎週金曜 20:00 - 20:30 | 放送基準日        |
| 島根県       | エフエム山陰（V-air）            |                        | 毎週金曜 20:00 - 20:30 | 放送基準日        |
| 鳥取県       | エフエム山陰（V-air）            |                        | 毎週金曜 20:00 - 20:30 | 放送基準日        |
| 群馬県       | エフエム群馬（FM GUNMA）         | 2021年10月3日 -        | 毎週金曜 21:30 - 21:55 | 放送基準日        |
| 宮崎県       | エフエム宮崎（JOY FM）           |                        | 毎週土曜 5:30 - 6:00   | 以下、 遅れネット |
| 兵庫県       | 兵庫エフエム放送（Kiss FM KOBE） | 2021年10月7日 -        | 毎週日曜 0:00 - 0:30   | 以下、 遅れネット |
| 富山県       | 富山エフエム放送（FMとやま）     |                        | 毎週日曜 1:30 - 2:00   | 以下、 遅れネット |
| 福島県       | エフエム福島（ふくしまFM）       | 毎週日曜 2:30 -3:00    |                        | 以下、 遅れネット |
| 栃木県       | エフエム栃木（RADIO BERRY）      | 毎週日曜 19:00 - 19:55 |                        | 以下、 遅れネット |
| 長野県       | 長野エフエム放送（FM長野）       | 2021年10月3日 -        | 毎週月曜 0:00 - 0:30   | 以下、 遅れネット |
| 長崎県       | エフエム長崎（FM Nagasaki）      | 2021年10月5日 -        | 毎週月曜 21:00 - 21:30 | 以下、 遅れネット |
| 愛知県       | エフエム愛知（FM AICHI）         | 2024年1月6日 -         | 毎週水曜 2:30 - 3:00   | 以下、 遅れネット |
| 熊本県       | エフエム熊本（FMK）              |                        | 毎週水曜 20:00 - 20:30 | 以下、 遅れネット |
| 高知県       | エフエム高知（FM高知）           | 2021年10月6日 -        | 毎週水曜 21:00 - 21:30 | 以下、 遅れネット |
| 宮城県       | エフエム仙台（Date fm）          | 2021年10月6日 -        | 毎週水曜 21:00 - 21:30 | 以下、 遅れネット |
| 新潟県       | エフエムラジオ新潟（FM-NIIGATA） | 2021年10月7日 -        | 毎週木曜 21:30 - 21:55 | 以下、 遅れネット |

### 過去
| 放送対象地域 | 放送局名                       | 放送期間                      | 放送時間               | 備考        |
| ------------ | ------------------------------ | ----------------------------- | ---------------------- | ----------- |
| 東京都       | エフエム東京（TOKYO FM）       | 2021年10月7日 - 2022年2月24日 | 毎週木曜 21:30 - 21:55 | [ 1 ] [ 2 ] |
| [ 注 1 ]     | InterFM897                     | 2022年8月4日 -                | 毎週木曜 23:30 - 24:00 | [ 2 ]       |
| 山形県       | エフエム山形（Rhythm Station） | 2021年10月7日 -               | 毎週木曜 20:30 - 20:55 | [ 1 ]       |
| 広島県       | 広島エフエム放送（HFM）        | 2021年10月1日 -               | 毎週金曜 21:00 - 21:30 | [ 4 ]       |
| 大阪府       | エフエム大阪（FM大阪）         | 2021年10月3日 -               | 毎週日曜 21:30 - 22:00 | [ 5 ]       |
| 香川県       | エフエム香川（FM香川）         | 2021年10月3日 -               | 毎週日曜 22:00 - 22:30 | [ 5 ]       |
| 沖縄県       | エフエム沖縄（FM沖縄）         | 2021年10月3日 -               | 毎週日曜 21:30 - 21:55 | [ 5 ]       |

## アフタートーク
AuDee（オーディー）では毎週金曜日にアフタートークが配信されている。
主に番組本編で読めなかったメール「おくよみメール」を紹介するが、トークのみの場合もある。
アフタートークしか聴かない民を『ツンツン野郎』と呼ぶ。

## 番組スタッフ
ディレクター「き〜ちゃん」
- 小さい会社の社長。J-WAVEはほぼ出禁状態。TPOをわきまえず、常に大声で話しがち。20年以上前から同じヘアスタイル。

作家 「活躍くん」
- 別名「ワライヤキャリー」。番組公式ツイッターを更新している。よく笑い声が聞こえる。横浜DeNAベイスターズのファン。昔、ラブホテルで働いていた。

## 収録スタイル
30分の番組（2本分）を4～5時間かけてじっくり収録。